# Élections législatives de 2012 dans la Haute-Garonne
Les élections législatives françaises de 2012 se déroulent les 10 et 17 juin 2012. Dans le département de la Haute-Garonne, dix députés sont à élire dans le cadre de dix circonscriptions, soit deux de plus que lors des législatures précédentes, en raison du redécoupage électoral.

## Élus
| Circonscription | Député sortant     | Parti      | Parti      | Député élu ou réélu | Parti | Parti |
| --------------- | ------------------ | ---------- | ---------- | ------------------- | ----- | ----- |
| 1re             | Catherine Lemorton |            | PS         | Catherine Lemorton  |       | PS    |
| 2e              | Gérard Bapt        |            | PS         | Gérard Bapt         |       | PS    |
| 3e              | Pierre Cohen       |            | PS         | Jean-Luc Moudenc    |       | UMP   |
| 4e              | Martine Martinel   |            | PS         | Martine Martinel    |       | PS    |
| 5e              | Françoise Imbert   |            | PS         | Françoise Imbert    |       | PS    |
| 6e              | Monique Iborra     |            | PS         | Monique Iborra      |       | PS    |
| 7e              | Patrick Lemasle    |            | PS         | Patrick Lemasle     |       | PS    |
| 8e              | Jean-Louis Idiart  |            | PS         | Carole Delga        |       | PS    |
| 9e              | Siège créé         | Siège créé | Siège créé | Christophe Borgel   |       | PS    |
| 10e             | Siège créé         | Siège créé | Siège créé | Kader Arif          |       | PS    |

## Impact du redécoupage territorial
Le département gagne deux circonscriptions et obtient 10 sièges avec le redécoupage qui entraîne des modifications pour 7 des 8 circonscriptions sortantes.
Ainsi, deux circonscriptions créées et une réorganisation dans la région de Toulouse entraînent des modifications dans presque toutes les circonscriptions - seule la 8e reste inchangée.
- La 2e circonscription donne le canton de Toulouse-8 (sauf Montrabé) à la 3e et le canton de Villemur-sur-Tarn à la 5e, mais prend Toulouse VII à la 1re
- Cette dernière prend les cantons de Blagnac, Toulouse XIII (sauf Colomiers, allant à la 6e) et la partie de Toulouse du canton de Toulouse-14 à la 5e, laquelle perd aussi le canton de Cadours, allant lui aussi à la 6e
- Celle-ci perd le canton de Toulouse-12, allant en 4e, qui prend Toulouse I à la 1re et cède Toulouse II à la 3e ; elle perd aussi le canton de Muret et la commune de Villeneuve-Tolosane, au profit de la 7e.
- C'est cette dernière qui subit le plus de changements : elle perd le canton de Portet-sur-Garonne, qui part en (nouvelle) 9e, laquelle prend aussi Toulouse X et une partie de Toulouse IX à la 3e et Toulouse XI à la 4e ; elle perd aussi les cantons de Caraman Montgiscard, Nailloux, Revel et de Villefranche-de-Lauragais, qui partent en (nouvelle) 10e, laquelle prend aussi les canton de Castanet-Tolosan et de Lanta à la 3e.

## Résultats

### Résultats à l'échelle du département
| Parti          | Parti                              | Premier tour | Premier tour | Second tour | Second tour | Sièges |  |
| Parti          | Parti                              | Voix         | %            | Voix        | %           | Sièges |  |
| -------------- | ---------------------------------- | ------------ | ------------ | ----------- | ----------- | ------ |  |
|                | Parti socialiste                   | 192 993      | 38,48        | 233 121     | 56,74       | 9      |  |
|                | Europe Écologie Les Verts          | 32 218       | 6,42         | 21 300      | 5,19        | 0      |  |
|                | Divers gauche dont MRC             | 26 620       | 5,31         | Retrait     | Retrait     | 0      |  |
|                | Majorité présidentielle            | 251 831      | 50,21        | 254 421     | 61,92       | 9      |  |
|                |                                    |              |              |             |             |        |  |
|                | Union pour un mouvement populaire  | 101 362      | 20,21        | 156 422     | 38,08       | 1      |  |
|                | Parti radical                      | 18 347       | 3,66         |             |             | 0      |  |
|                | Divers droite dont DLR, PCD        | 5 770        | 1,15         | 0           |             |        |  |
|                | Nouveau centre                     | 2 265        | 0,45         | 0           |             |        |  |
|                | Alliance centriste                 | 402          | 0,08         | 0           |             |        |  |
|                | Droite parlementaire               | 128 146      | 25,55        | 156 422     | 38,08       | 1      |  |
|                |                                    |              |              |             |             |        |  |
|                | Front national                     | 62 369       | 12,43        |             |             | 0      |  |
|                | Front de gauche                    | 38 692       | 7,71         | 0           |             |        |  |
|                | Mouvement démocrate                | 5 142        | 1,03         | 0           |             |        |  |
|                | Divers écologiste dont MÉI et AÉI  | 5 017        | 1,00         | 0           |             |        |  |
|                | Extrême gauche dont LO, NPA et POI | 4 784        | 0,95         | 0           |             |        |  |
|                | Divers                             | 4 487        | 0,89         | 0           |             |        |  |
|                | Régionaliste                       | 1 130        | 0,23         | 0           |             |        |  |
|                |                                    |              |              |             |             |        |  |
| Inscrits       | Inscrits                           | 845 994      | 100,00       | 761 051     | 100,00      | 10     |  |
| Abstentions    | Abstentions                        | 337 179      | 39,86        | 334 056     | 43,89       |        |  |
| Votants        | Votants                            | 508 815      | 60,14        | 426 995     | 56,11       |        |  |
| Blancs et nuls | Blancs et nuls                     | 7 217        | 1,42         | 16 152      | 3,78        |        |  |
| Exprimés       | Exprimés                           | 501 598      | 98,58        | 410 843     | 96,22       |        |  |

### Résultats par circonscription

#### Première circonscription (Toulouse-Nord)
| Candidat       | Candidat                           | Parti                            | Premier tour | Premier tour | Second tour | Second tour |  |
| Candidat       | Candidat                           | Parti                            | Voix         | %            | Voix        | %           |  |
| -------------- | ---------------------------------- | -------------------------------- | ------------ | ------------ | ----------- | ----------- |  |
|                | Catherine Lemorton sortante réélue | PS                               | 18 759       | 43,63        | 25 418      | 64,75       |  |
|                | Sacha Briand                       | UMP                              | 10 037       | 23,34        | 13 837      | 35,25       |  |
|                | Bernard Schwal                     | RBM (FN)                         | 4 281        | 9,96         |             |             |  |
|                | Pierre Lacaze                      | FG (PCF)                         | 3 872        | 9,01         |             |             |  |
|                | Marie-Pierre Cassagne              | EÉLV                             | 2 790        | 6,49         |             |             |  |
|                | Jean-Jacques Bolzan                | PRV                              | 1 369        | 3,18         |             |             |  |
|                | Michel Amorosa                     | Pirate                           | 385          | 0,90         |             |             |  |
|                | Marie-Colette Chaudoreille         | AÉI                              | 323          | 0,75         |             |             |  |
|                | Bettina Pichon                     | NPA                              | 284          | 0,66         |             |             |  |
|                | Henri-Pierre Colombo               | Divers                           | 229          | 0,53         |             |             |  |
|                | Aude Garnier                       | DLR                              | 210          | 0,49         |             |             |  |
|                | Jean-Pierre Sertillange            | LO                               | 140          | 0,33         |             |             |  |
|                | Robert Baud                        | EL (EDE, MÉI)                    | 138          | 0,32         |             |             |  |
|                | Pierre Serveille                   | DR                               | 104          | 0,24         |             |             |  |
|                | Pierre Pezzin                      | Divers (Pour un langage citoyen) | 38           | 0,09         |             |             |  |
|                | Hélène Porceddu                    | URP                              | 36           | 0,08         |             |             |  |
|                | Anthony Rouja                      | Divers                           | 0            | 0,00         |             |             |  |
|                |                                    |                                  |              |              |             |             |  |
| Inscrits       | Inscrits                           | Inscrits                         | 76 439       | 100,00       | 76 430      | 100,00      |  |
| Abstentions    | Abstentions                        | Abstentions                      | 32 978       | 43,14        | 36 101      | 47,23       |  |
| Votants        | Votants                            | Votants                          | 43 461       | 56,86        | 40 329      | 52,77       |  |
| Blancs et nuls | Blancs et nuls                     | Blancs et nuls                   | 466          | 1,07         | 1 074       | 2,66        |  |
| Exprimés       | Exprimés                           | Exprimés                         | 42 995       | 98,93        | 39 255      | 97,34       |  |

#### Deuxième circonscription (Toulouse - Montastruc)
| Candidat       | Candidat                  | Parti                           | Premier tour | Premier tour | Second tour | Second tour |  |
| Candidat       | Candidat                  | Parti                           | Voix         | %            | Voix        | %           |  |
| -------------- | ------------------------- | ------------------------------- | ------------ | ------------ | ----------- | ----------- |  |
|                | Gérard Bapt sortant réélu | PS                              | 25 308       | 46,38        | 32 025      | 64,91       |  |
|                | Nicolas Bonleux           | UMP                             | 11 803       | 21,63        | 17 309      | 35,09       |  |
|                | Séverine Cavin            | RBM (FN)                        | 6 799        | 12,46        |             |             |  |
|                | Charles Marziani          | FG (PCF) (PG)                   | 4 290        | 7,86         |             |             |  |
|                | Cécile Péguin             | EÉLV (POC)                      | 2 427        | 4,45         |             |             |  |
|                | André Gallego             | PRV (ARES)                      | 1 165        | 2,13         |             |             |  |
|                | Raphaël Isla              | Pirate                          | 660          | 1,21         |             |             |  |
|                | Jacqueline Escudié        | AÉI                             | 540          | 0,99         |             |             |  |
|                | Jean-Louis Thomas         | DLR                             | 511          | 0,94         |             |             |  |
|                | Fanny Fontugne            | NPA                             | 289          | 0,53         |             |             |  |
|                | Patrick Le Bihan          | CNIP                            | 245          | 0,45         |             |             |  |
|                | Jean Alamichel            | NC                              | 228          | 0,42         |             |             |  |
|                | Michel Laserge            | LO                              | 181          | 0,33         |             |             |  |
|                | Josette Augé              | URP                             | 69           | 0,13         |             |             |  |
|                | Jean-Claude Michavila     | Divers (Mouvement Allez la vie) | 52           | 0,10         |             |             |  |
|                |                           |                                 |              |              |             |             |  |
| Inscrits       | Inscrits                  | Inscrits                        | 94 408       | 100,00       | 94 420      | 100,00      |  |
| Abstentions    | Abstentions               | Abstentions                     | 39 129       | 41,45        | 43 445      | 46,01       |  |
| Votants        | Votants                   | Votants                         | 55 279       | 58,55        | 50 975      | 53,99       |  |
| Blancs et nuls | Blancs et nuls            | Blancs et nuls                  | 712          | 1,29         | 1 641       | 3,22        |  |
| Exprimés       | Exprimés                  | Exprimés                        | 54 567       | 98,71        | 49 334      | 96,78       |  |

#### Troisième circonscription (Toulouse - Verfeil)
| Candidat       | Candidat                         | Parti                         | Premier tour | Premier tour | Second tour | Second tour |  |
| Candidat       | Candidat                         | Parti                         | Voix         | %            | Voix        | %           |  |
| -------------- | -------------------------------- | ----------------------------- | ------------ | ------------ | ----------- | ----------- |  |
|                | Jean-Luc Moudenc élu             | UMP                           | 15 901       | 35,14        | 21 653      | 50,41       |  |
|                | François Simon                   | EÉLV (PS, POC)                | 10 064       | 22,24        | 21 300      | 49,59       |  |
|                | Alain Fillola                    | diss. PS                      | 9 664        | 21,36        | Retrait     | Retrait     |  |
|                | Sandrine Cabioch                 | RBM (FN)                      | 3 534        | 7,81         |             |             |  |
|                | Martine Croquette                | FG (PCF)                      | 2 905        | 6,42         |             |             |  |
|                | Laurence Massat Guiraud-Chaumeil | PRV                           | 1 462        | 3,23         |             |             |  |
|                | Nicolas Canzian                  | AÉI                           | 537          | 1,19         |             |             |  |
|                | Marie-Claire Danen               | Divers droite                 | 466          | 1,03         |             |             |  |
|                | Carole Fabre                     | Pirate                        | 330          | 0,73         |             |             |  |
|                | Thomas Couderette                | MOC (NPA)                     | 190          | 0,42         |             |             |  |
|                | Sandra Torremocha                | LO                            | 111          | 0,25         |             |             |  |
|                | Clément Satger                   | S&P                           | 57           | 0,13         |             |             |  |
|                | Monique Crevelle                 | Divers (Mouvement anti-radar) | 24           | 0,05         |             |             |  |
|                |                                  |                               |              |              |             |             |  |
| Inscrits       | Inscrits                         | Inscrits                      | 73 131       | 100,00       | 73 122      | 100,00      |  |
| Abstentions    | Abstentions                      | Abstentions                   | 27 487       | 37,59        | 28 975      | 39,63       |  |
| Votants        | Votants                          | Votants                       | 45 644       | 62,41        | 44 147      | 60,37       |  |
| Blancs et nuls | Blancs et nuls                   | Blancs et nuls                | 399          | 0,87         | 1 194       | 2,7         |  |
| Exprimés       | Exprimés                         | Exprimés                      | 45 245       | 99,13        | 42 953      | 97,3        |  |

#### Quatrième circonscription (Toulouse-Centre)
| Candidat       | Candidat                         | Parti                         | Premier tour | Premier tour | Second tour | Second tour |  |
| Candidat       | Candidat                         | Parti                         | Voix         | %            | Voix        | %           |  |
| -------------- | -------------------------------- | ----------------------------- | ------------ | ------------ | ----------- | ----------- |  |
|                | Martine Martinel sortante réélue | PS                            | 14 696       | 42,13        | 21 051      | 65,91       |  |
|                | Bertrand Serp                    | UMP                           | 7 419        | 21,27        | 10 887      | 34,09       |  |
|                | Monique Durrieu                  | FG (PCF)                      | 3 316        | 9,51         |             |             |  |
|                | Sabrina Bazouin                  | RBM (FN)                      | 3 112        | 8,92         |             |             |  |
|                | Régis Godec                      | EÉLV (POC)                    | 2 764        | 7,92         |             |             |  |
|                | Stéphane Diebold                 | diss. UMP                     | 1 001        | 2,87         |             |             |  |
|                | Yvette Benayoun Nakache          | CpF (MoDem)                   | 641          | 1,84         |             |             |  |
|                | Philippe Mattei                  | Pirate                        | 515          | 1,48         |             |             |  |
|                | Alexandre Trillou                | AC                            | 402          | 1,15         |             |             |  |
|                | Sandy Velasco                    | AÉI                           | 318          | 0,91         |             |             |  |
|                | Hégoa Garay                      | NPA                           | 220          | 0,63         |             |             |  |
|                | Sandra Mourgues                  | LGM (PRV, NC)                 | 192          | 0,55         |             |             |  |
|                | Patrick Marcireau                | LO                            | 104          | 0,30         |             |             |  |
|                | David Veysseyre                  | Divers (Mouvement anti-radar) | 69           | 0,20         |             |             |  |
|                | Thierry Dupin                    | POI                           | 60           | 0,17         |             |             |  |
|                | Cédric Gougeon                   | S&P                           | 54           | 0,15         |             |             |  |
|                |                                  |                               |              |              |             |             |  |
| Inscrits       | Inscrits                         | Inscrits                      | 66 108       | 100,00       | 66 103      | 100,00      |  |
| Abstentions    | Abstentions                      | Abstentions                   | 30 870       | 46,7         | 33 204      | 50,23       |  |
| Votants        | Votants                          | Votants                       | 35 238       | 53,3         | 32 899      | 49,77       |  |
| Blancs et nuls | Blancs et nuls                   | Blancs et nuls                | 355          | 1,01         | 961         | 2,92        |  |
| Exprimés       | Exprimés                         | Exprimés                      | 34 883       | 98,99        | 31 938      | 97,08       |  |

#### Cinquième circonscription (Fronton)
| Candidat       | Candidat                         | Parti          | Premier tour | Premier tour | Second tour | Second tour |  |
| Candidat       | Candidat                         | Parti          | Voix         | %            | Voix        | %           |  |
| -------------- | -------------------------------- | -------------- | ------------ | ------------ | ----------- | ----------- |  |
|                | Françoise Imbert sortante réélue | PS             | 24 129       | 44,60        | 30 076      | 61,41       |  |
|                | Grégoire Carneiro                | UMP            | 13 371       | 24,72        | 18 900      | 38,59       |  |
|                | Guy Jovelin                      | RBM (FN)       | 8 935        | 16,52        |             |             |  |
|                | Monique Marconis                 | FG (PCF)       | 3 422        | 6,33         |             |             |  |
|                | Raphaël Quessada                 | PRV            | 1 202        | 2,22         |             |             |  |
|                | Martine Boudet                   | POC (EÉLV)     | 1 130        | 2,09         |             |             |  |
|                | Olivier Lecoq                    | AÉI            | 457          | 0,84         |             |             |  |
|                | Vincent Combes                   | LO             | 308          | 0,57         |             |             |  |
|                | Éric Mahuet                      | Pirate         | 295          | 0,55         |             |             |  |
|                | Michel Raynal                    | MÉI            | 283          | 0,52         |             |             |  |
|                | François Jouglar                 | NPA            | 258          | 0,48         |             |             |  |
|                | Alain Van Gaver                  | MPF            | 170          | 0,31         |             |             |  |
|                | Vincent Crousier                 | S&P            | 137          | 0,25         |             |             |  |
|                |                                  |                |              |              |             |             |  |
| Inscrits       | Inscrits                         | Inscrits       | 90 353       | 100,00       | 90 350      | 100,00      |  |
| Abstentions    | Abstentions                      | Abstentions    | 35 422       | 39,2         | 39 438      | 43,65       |  |
| Votants        | Votants                          | Votants        | 54 931       | 60,8         | 50 912      | 56,35       |  |
| Blancs et nuls | Blancs et nuls                   | Blancs et nuls | 834          | 1,52         | 1 936       | 3,8         |  |
| Exprimés       | Exprimés                         | Exprimés       | 54 097       | 98,48        | 48 976      | 96,2        |  |

#### Sixième circonscription (Tournefeuille)
| Candidat       | Candidat                       | Parti          | Premier tour | Premier tour | Second tour | Second tour |  |
| Candidat       | Candidat                       | Parti          | Voix         | %            | Voix        | %           |  |
| -------------- | ------------------------------ | -------------- | ------------ | ------------ | ----------- | ----------- |  |
|                | Monique Iborra sortante réélue | PS             | 27 853       | 44,95        | 36 421      | 65,50       |  |
|                | Jocelyne Vidal                 | UMP            | 12 828       | 20,70        | 19 182      | 34,50       |  |
|                | Michèle Pellizzon              | RBM (FN)       | 8 452        | 13,64        |             |             |  |
|                | Alain Refalo                   | EÉLV (POC)     | 4 376        | 7,06         |             |             |  |
|                | Rémi Vincent                   | FG (PG) (PCF)  | 3 797        | 6,13         |             |             |  |
|                | Marthe Marti                   | CpF (MoDem)    | 1 995        | 3,22         |             |             |  |
|                | Jérémy Collot                  | Pirate         | 684          | 1,10         |             |             |  |
|                | Fabrice Guin                   | AÉI            | 484          | 0,78         |             |             |  |
|                | Grigori Michel                 | NC (PRV)       | 520          | 0,84         |             |             |  |
|                | Michèle Puel                   | LO             | 341          | 0,55         |             |             |  |
|                | Florian Gely                   | NPA            | 285          | 0,46         |             |             |  |
|                | Sylvain Roques                 | MPF            | 223          | 0,36         |             |             |  |
|                | Guy Syry                       | S&P            | 124          | 0,20         |             |             |  |
|                |                                |                |              |              |             |             |  |
| Inscrits       | Inscrits                       | Inscrits       | 103 296      | 100,00       | 103 286     | 100,00      |  |
| Abstentions    | Abstentions                    | Abstentions    | 40 358       | 39,07        | 45 322      | 43,88       |  |
| Votants        | Votants                        | Votants        | 62 938       | 60,93        | 57 964      | 56,12       |  |
| Blancs et nuls | Blancs et nuls                 | Blancs et nuls | 976          | 1,55         | 2 361       | 4,07        |  |
| Exprimés       | Exprimés                       | Exprimés       | 61 962       | 98,45        | 55 603      | 95,93       |  |

#### Septième circonscription (Muret)
| Candidat       | Candidat                      | Parti          | Premier tour | Premier tour | Second tour | Second tour |
| Candidat       | Candidat                      | Parti          | Voix         | %            | Voix        | %           |
| -------------- | ----------------------------- | -------------- | ------------ | ------------ | ----------- | ----------- |
|                | Patrick Lemasle sortant réélu | PS             | 25 116       | 45,13        | 32 328      | 63,62       |
|                | Corinne Viansson-Ponté        | UMP            | 11 866       | 21,32        | 18 485      | 36,38       |
|                | Serge Laroze                  | RBM (FN)       | 9 825        | 17,65        |             |             |
|                | Danielle Tensa                | FG (PCF) (GU)  | 4 333        | 7,79         |             |             |
|                | Christian Valade              | EÉLV (POC)     | 2 688        | 4,83         |             |             |
|                | Roger Strobel                 | AÉI            | 597          | 1,07         |             |             |
|                | Cyril Walter                  | MPF            | 473          | 0,85         |             |             |
|                | Anne-Marie Laflorentie        | LO             | 396          | 0,71         |             |             |
|                | Noëlle Calvinhac              | NPA            | 364          | 0,65         |             |             |
|                |                               |                |              |              |             |             |
| Inscrits       | Inscrits                      | Inscrits       | 92 519       | 100,00       | 92 509      | 100,00      |
| Abstentions    | Abstentions                   | Abstentions    | 35 942       | 38,85        | 39 690      | 42,90       |
| Votants        | Votants                       | Votants        | 56 577       | 61,15        | 52 819      | 57,10       |
| Blancs et nuls | Blancs et nuls                | Blancs et nuls | 919          | 1,62         | 2 006       | 3,80        |
| Exprimés       | Exprimés                      | Exprimés       | 55 658       | 98,38        | 50 813      | 96,20       |

#### Huitième circonscription (Saint-Gaudens)
|                | Carole Delga élue                | PS                       | 26 351 | 51,62  |  |  |  |
|                | Martine Rieu-Griffe              | UMP                      | 9 348  | 18,31  |  |  |  |
|                | Nadine Voloscenko                | RBM (FN)                 | 6 288  | 12,32  |  |  |  |
|                | Patrick Boube                    | FG (PCF) (Divers gauche) | 5 144  | 10,08  |  |  |  |
|                | Michèle Constan                  | EÉLV                     | 1 436  | 2,81   |  |  |  |
|                | Jacqueline Winnepenninckx-Kieser | CpF (MoDem)              | 1 000  | 1,96   |  |  |  |
|                | André Pagnac                     | DLR (FB)                 | 684    | 1,34   |  |  |  |
|                | Nicolas Motschwiller             | AÉI                      | 368    | 0,72   |  |  |  |
|                | Martine Guiraud                  | LO                       | 303    | 0,59   |  |  |  |
|                | Chantal Mondain                  | LT-LNÉ                   | 130    | 0,25   |  |  |  |
|                |                                  |                          |        |        |  |  |  |
| Inscrits       | Inscrits                         | Inscrits                 | 84 888 | 100,00 |  |  |  |
| Abstentions    | Abstentions                      | Abstentions              | 32 695 | 38,52  |  |  |  |
| Votants        | Votants                          | Votants                  | 52 193 | 61,48  |  |  |  |
| Blancs et nuls | Blancs et nuls                   | Blancs et nuls           | 1 141  | 2,19   |  |  |  |
| Exprimés       | Exprimés                         | Exprimés                 | 51 052 | 97,81  |  |  |  |

#### Neuvième circonscription (Toulouse - Portet)
Nouvelle circonscription
| Candidat       | Candidat                     | Parti                                 | Premier tour | Premier tour | Second tour | Second tour |  |
| Candidat       | Candidat                     | Parti                                 | Voix         | %            | Voix        | %           |  |
| -------------- | ---------------------------- | ------------------------------------- | ------------ | ------------ | ----------- | ----------- |  |
|                | Christophe Borgel élu        | PS (PRG)                              | 12 697       | 29,88        | 24 901      | 64,69       |  |
|                | Élisabeth Pouchelon          | UMP                                   | 8 789        | 20,68        | 13 589      | 35,31       |  |
|                | Thierry Cotelle              | MRC                                   | 6 394        | 15,04        |             |             |  |
|                | Théo Buras                   | RBM (FN)                              | 5 086        | 11,97        |             |             |  |
|                | Jean-Marc Barès              | FG (PCF)                              | 3 953        | 9,30         |             |             |  |
|                | Christine Arrighi            | EÉLV (POC)                            | 2 651        | 6,24         |             |             |  |
|                | Éric Gautier                 | CpF (MoDem) (AC, NC, PRV)             | 1 506        | 3,54         |             |             |  |
|                | Raphaël Durand               | Pirate                                | 360          | 0,85         |             |             |  |
|                | Marie-Pierre Rockstroh-Rosso | AÉI                                   | 290          | 0,68         |             |             |  |
|                | Patrick Brisset              | NPA                                   | 238          | 0,56         |             |             |  |
|                | Zohra Slimane                | Divers droite (Les Mouchoirs Blancs), | 232          | 0,55         |             |             |  |
|                | Henri Martin                 | LO                                    | 204          | 0,48         |             |             |  |
|                | Claire Crousier Arniella     | S&P                                   | 100          | 0,24         |             |             |  |
|                |                              |                                       |              |              |             |             |  |
| Inscrits       | Inscrits                     | Inscrits                              | 76 393       | 100,00       | 76 388      | 100,00      |  |
| Abstentions    | Abstentions                  | Abstentions                           | 33 309       | 43,6         | 36 022      | 47,16       |  |
| Votants        | Votants                      | Votants                               | 43 084       | 56,4         | 40 366      | 52,84       |  |
| Blancs et nuls | Blancs et nuls               | Blancs et nuls                        | 584          | 1,36         | 1 876       | 4,65        |  |
| Exprimés       | Exprimés                     | Exprimés                              | 42 500       | 98,64        | 38 490      | 95,35       |  |

#### Dixième circonscription (Castanet - Revel)
Nouvelle circonscription
| Candidat       | Candidat            | Parti           | Premier tour | Premier tour | Second tour | Second tour |  |
| Candidat       | Candidat            | Parti           | Voix         | %            | Voix        | %           |  |
| -------------- | ------------------- | --------------- | ------------ | ------------ | ----------- | ----------- |  |
|                | Kader Arif élu      | PS (PRG)        | 18 084       | 30,84        | 30 901      | 57,78       |  |
|                | Dominique Faure     | PRV (UMP)       | 14 314       | 24,41        | 22 580      | 42,22       |  |
|                | Gilbert Hébrard     | diss. PS        | 9 395        | 16,02        |             |             |  |
|                | Marie Lopau         | RBM (FN)        | 6 057        | 10,33        |             |             |  |
|                | Christian Picquet   | FG (GU) (PCF)   | 3 660        | 6,24         |             |             |  |
|                | Didier-Claude Rod   | EÉLV (MÉI, POC) | 3 022        | 5,15         |             |             |  |
|                | Jean-Pierre Albouye | AC (MoDem)      | 1 517        | 2,59         |             |             |  |
|                | Daniel Ruffat       | diss. PS        | 1 167        | 1,99         |             |             |  |
|                | Laurent Fontaneau   | AÉI             | 552          | 0,94         |             |             |  |
|                | Laurent Cunin       | PVB             | 363          | 0,62         |             |             |  |
|                | Raymond Coustures   | NPA             | 255          | 0,43         |             |             |  |
|                | Antoine Missier     | LO              | 142          | 0,24         |             |             |  |
|                | Jacques Dumeunier   | POI             | 111          | 0,19         |             |             |  |
|                |                     |                 |              |              |             |             |  |
| Inscrits       | Inscrits            | Inscrits        | 88 459       | 100,00       | 88 443      | 100,00      |  |
| Abstentions    | Abstentions         | Abstentions     | 28 989       | 32,77        | 31 859      | 36,02       |  |
| Votants        | Votants             | Votants         | 59 470       | 67,23        | 56 584      | 63,98       |  |
| Blancs et nuls | Blancs et nuls      | Blancs et nuls  | 831          | 1,4          | 3 103       | 5,48        |  |
| Exprimés       | Exprimés            | Exprimés        | 58 639       | 98,6         | 53 481      | 94,52       |  |

## Scores de la présidentielle de 2012
| Circonscriptions | François Hollande | Nicolas Sarkozy | Député(e) élu à l'issue des élections |
| ---------------- | ----------------- | --------------- | ------------------------------------- |
| 1e               | 61,67 %           | 38,33 %         | Catherine Lemorton                    |
| 2e               | 58,76 %           | 41,24 %         | Gérard Bapt                           |
| 3e               | 52,66 %           | 47,34 %         | Jean-Luc Moudenc                      |
| 4e               | 64,34 %           | 35,66 %         | Martine Martinel                      |
| 5e               | 54,63 %           | 45,37 %         | Françoise Imbert                      |
| 6e               | 59,26 %           | 40,74 %         | Monique Iborra                        |
| 7e               | 56,55 %           | 43,45 %         | Patrick Lemasle                       |
| 8e               | 59,81 %           | 40,19 %         | Carole Delga                          |
| 9e               | 63,63 %           | 36,37 %         | Christophe Borgel                     |
| 10e              | 58,64%            | 41,36 %         | Kader Arif                            |